# Rhodocollybia filamentosa
Rhodocollybia filamentosa är en svampart som tillhör divisionen basidiesvampar, och som först beskrevs av Josef Velenovský, och fick sitt nu gällande namn av Vladimír Antonín. Rhodocollybia filamentosa ingår i släktet Rhodocollybia, och familjen Omphalotaceae. Arten har ej påträffats i Sverige.